# Giardini-Naxos
Giardini-Naxos er en italiensk by (og kommune) i regionen Sicilien i Italien, med omkring 9.231(2023) indbyggere.  